# Parc national de la Pointe-Taillon

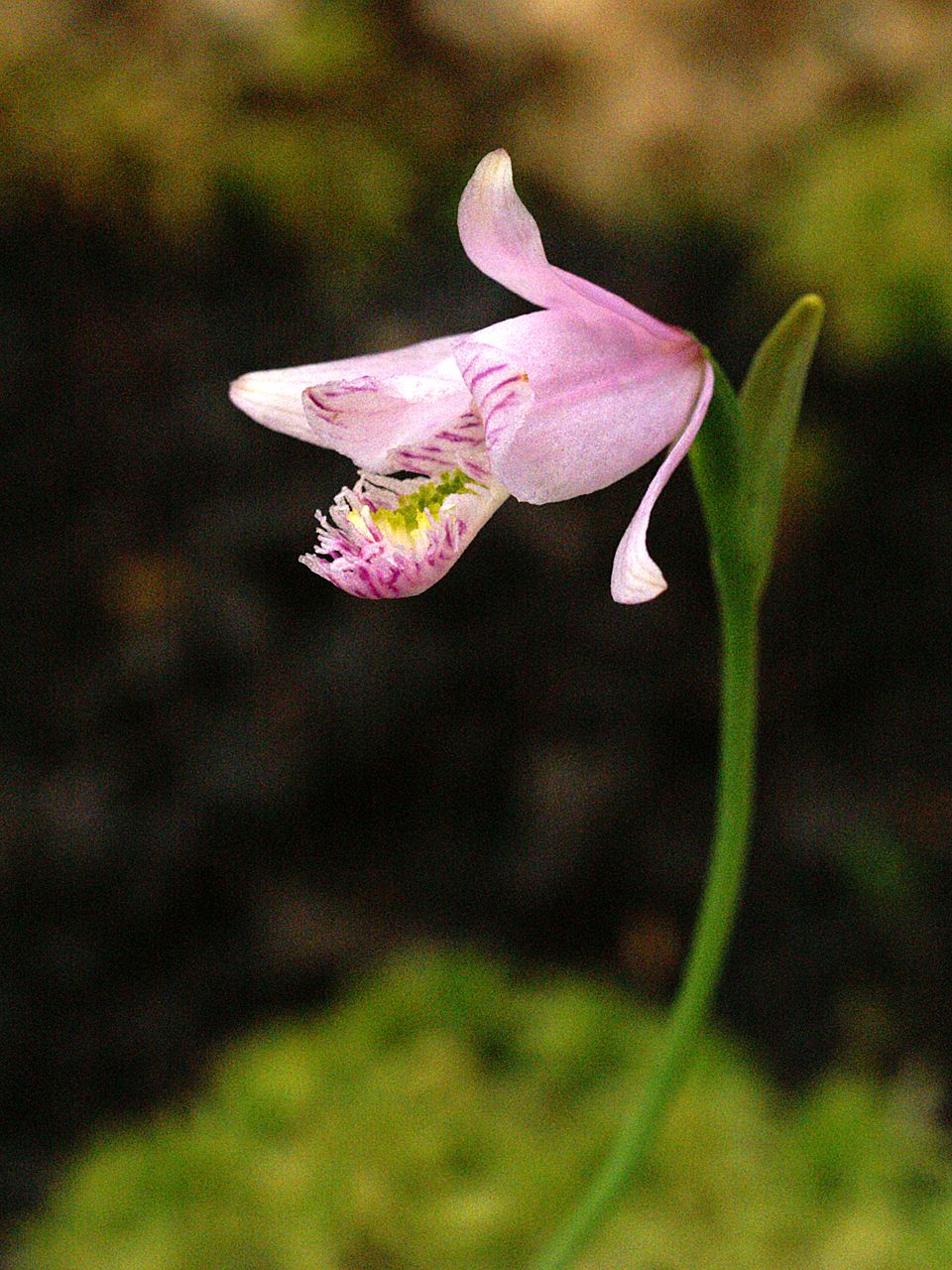
Pogonia ophioglossoides, eine Orchideenart

Der Parc national de la Pointe-Taillon ist einer der Nationalparks in der kanadischen Provinz Québec. Dort entspricht ein Parc national allerdings dem, was in den übrigen Provinzen und Territorien ein Provinzpark ist. Der Park wird von Sépaq (französisch Société des établissements de plein air du Québec bzw. englisch Society of outdoor recreation establishments of Quebec) betrieben. Er liegt ungefähr 30 km nördlich von Alma beim Dorf Saint-Henri-de-Taillon am Ufer des Lac Saint-Jean.

## Aufgabe
Die Aufgabe des 1985 im Süden der Provinz nördlich des Sankt-Lorenz-Stroms eingerichteten, 92,2 km² großen Parks, besteht darin, die namensgebende Fastinsel und das ausgedehnte Moor zwischen dem See und dem Péribonka-Fluss zu schützen und zu repräsentieren. 

## Geschichte
Die flache Region entstand durch ein nacheiszeitliches Delta, das aus den gewaltigen, abschmelzenden Eismassen hervorging, die bis zum Ende der letzten Eiszeit das Gebiet bedeckten. Die langgestreckte Sandinsel Pointe Taillon entstand um 5000 bis 3000 v. Chr.
1990 wurde eine erste Sondierung am Nordrand der Pointe Taillon unternommen, bei der Artefakte der Indigenen entdeckt wurden, die wahrscheinlich seit Jahrtausenden den Platz zum Fischen nutzten.
In historischer Zeit war das Gebiet als Pointe Savane bekannt, doch wurde es zu Ehren von Louis-Olivier Taillon benannt, der vom 25. bis 29. Januar 1887 und vom 16. Dezember 1892 bis zum 11. Mai 1896 Premierminister von Québec gewesen war. 1890 bis 1930 wurde das Moor für die Besiedlung freigegeben, und 1925 hatte der Ort Bienheureuse-Jeanne-D'Arc 307 Einwohner. Der größte Agrarbetrieb war die L'île Bouliane mit bis zu 125 Angestellten. In der sogenannten Tragödie am Lac Saint-Jean verursachte 1926 und 1928 ein Stauwerk eine gewaltige Überschwemmung, die weite Teile des Agrarlands unter Wasser setzte. Alcan, heute Rio Tinto Alcan, kaufte das Gebiet. Danach entspann sich ein jahrzehntelanger Streit um Wiedergutmachung. 1977 kaufte die Regierung das Land und 1985 entstand dort ein Park. 2007 kündigte der zuständige Minister an, dass die Inseln im See, eine Fläche von rund 3 km², dem Park zugeschlagen werden sollten. Der Park ist durch keine Straße erschlossen, bietet aber Rad-, Kanu- und Wanderrouten sowie 16 km Strand.
Die künstliche Hebung des Wasserspiegels des Lac Saint-Jean schafft bis heute schwere Erosionsprobleme in der felsenarmen Landschaft; die Staumauer am Péribonka verschärft diese Probleme, da seit den 1950er Jahren keine Sedimente mehr eingetragen werden.

## Flora und Fauna
Zahlreiche Orchideen wachsen in dem moorigen Gelände, darunter Arethusa bulbosa, Calopogon tuberosus und Pogonia ophioglossoides. An seltenen Pflanzen finden sich zudem Xiris montana aus der Familie der Xyridaceae oder Arceuthobium pusillum aus der Gattung der Zwergmisteln.
Eine kleine, ortsstabile Population von etwa 24 Elchen ließ sich 1998 und 2004 durch Überfliegen feststellen; sie wandert auch außerhalb des Parks und war bereits zweimal in Verkehrsunfälle verwickelt.

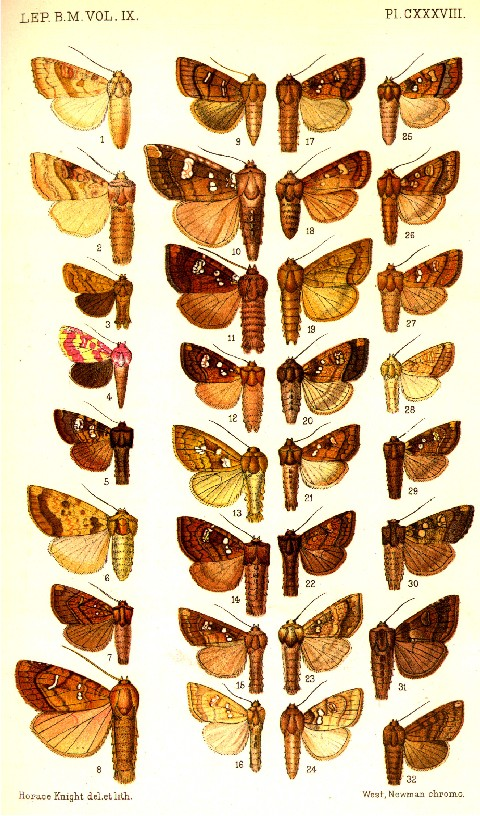
Schmetterlinge, Nr. 5 ist Papaipema appassionata

An Insekten sind die Libellenarten Leucorrhinia frigida, Nannothemis bella und Somatochlora incurvata aus der Familie der Falkenlibellen hervorzuheben, aber auch die seltene Schmetterlingsart Papaipema appassionata. Allerdings ist die Fauna noch kaum wissenschaftlich erforscht.
Seit 2000 werden Kanadakraniche beobachtet.